# Chariesthes ruficollis
Chariesthes ruficollis là một loài bọ cánh cứng trong họ Cerambycidae.